# Харисън (окръг, Айова)
Вижте пояснителната страница за други значения на Харисън.
Окръг Харисън (на английски: Harrison County) е окръг в щата Айова, Съединени американски щати. Площта му е 1816 km², а населението - 15 666 души (2000). Административен център е град Логан.